# پرت اند ویتنی اف۱۰۰

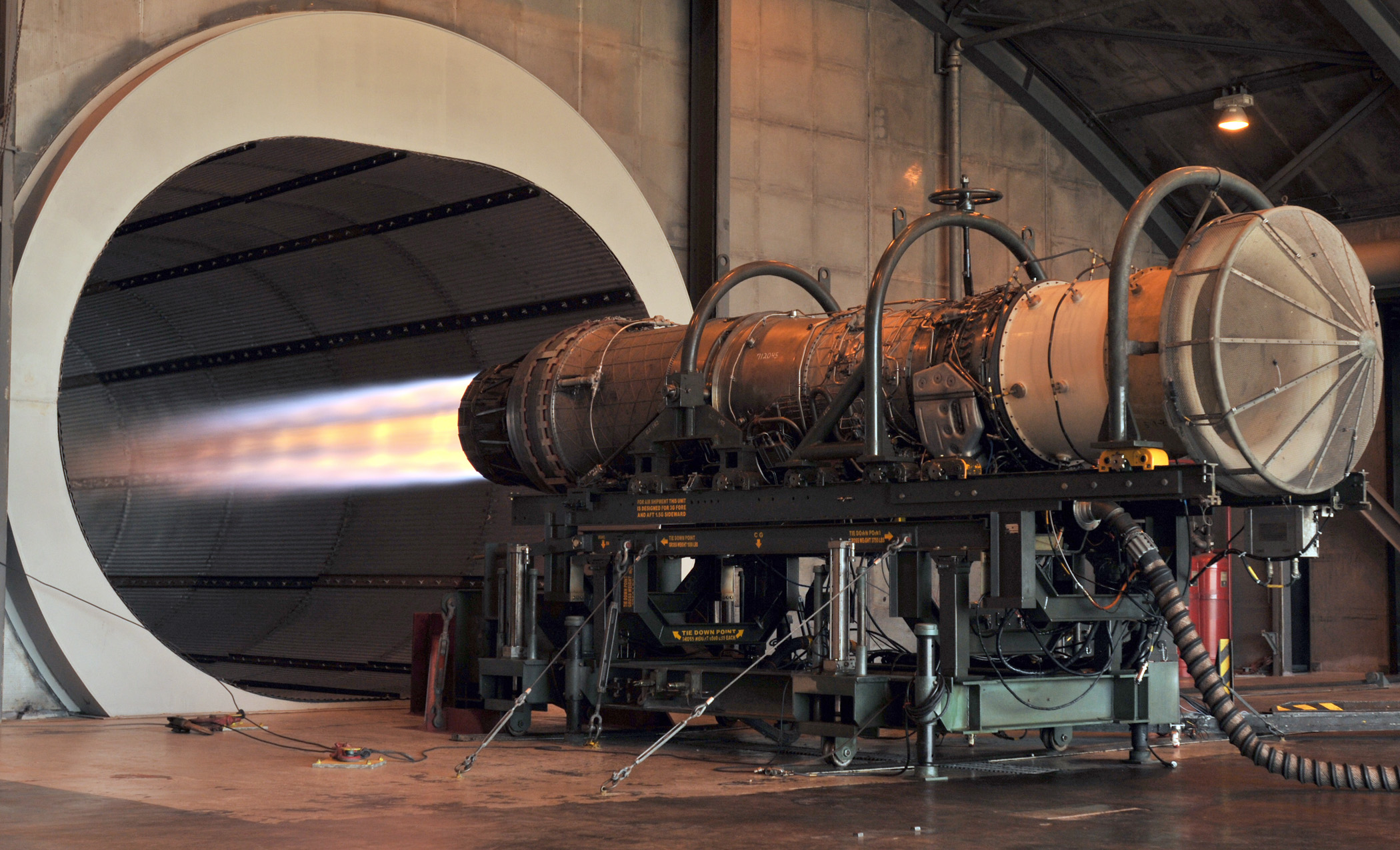
موتور اف۱۰۰ در حال امتحان شدن برای هواپیمای اف-۱۵ ایگل

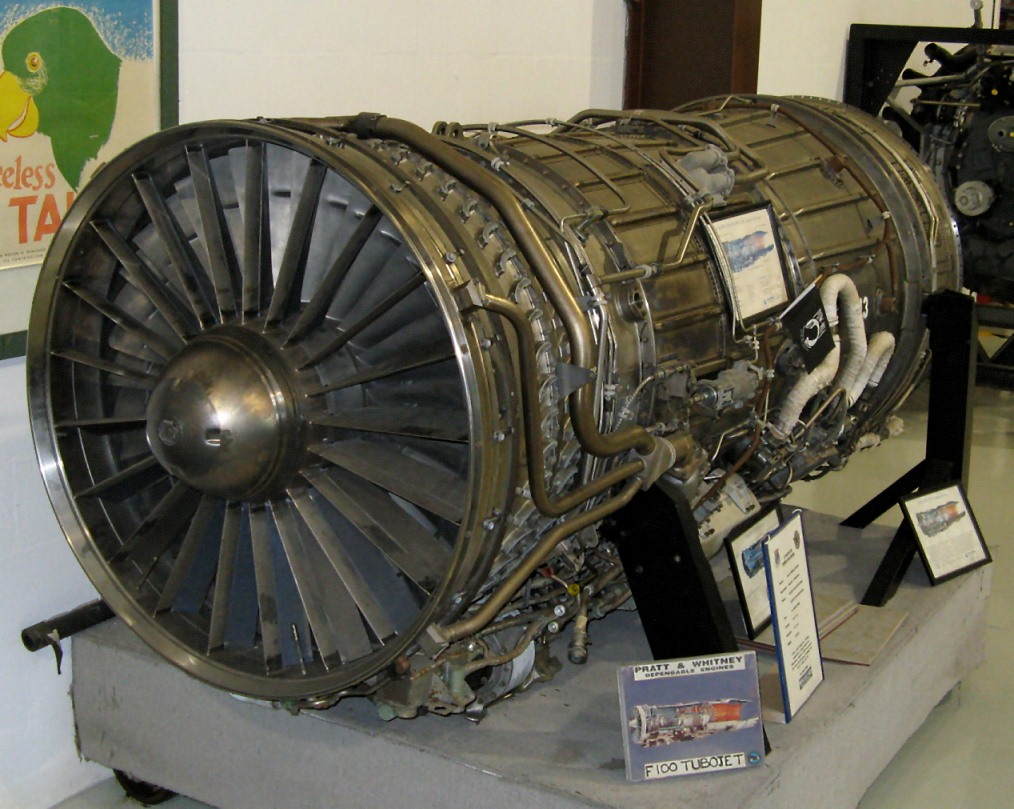
موتور اف۱۰۰

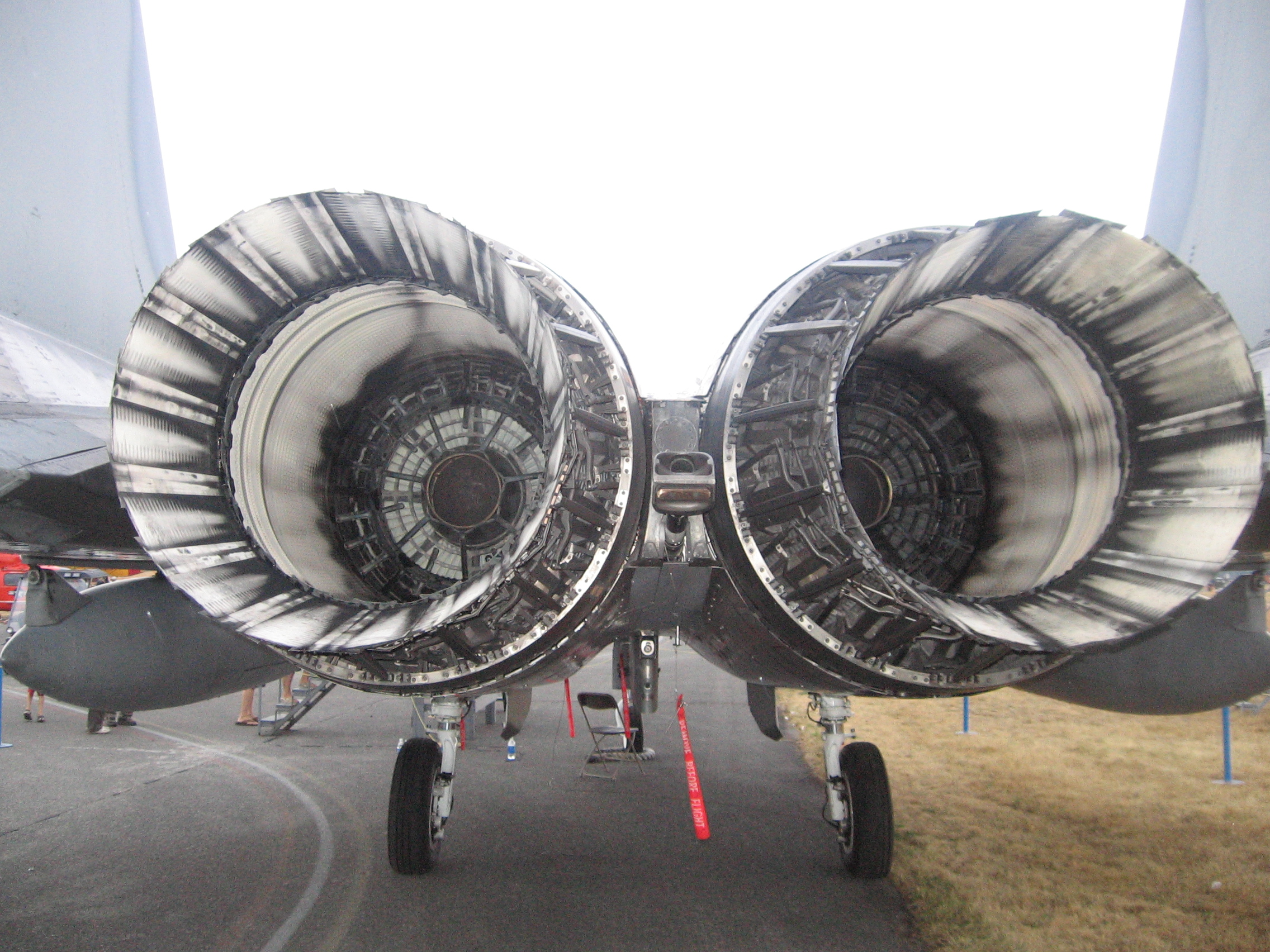
موتور PW-229 بر روی یک فروند اف-۱۵سی ایگل

پرت اند ویتنی اف-۱۰۰ یک موتور توربوفن دارای پس‌سوز است که توسط شرکت پرت اند ویتنی ساخته شده و در هواپیماهای اف-۱۵ ایگل و اف-۱۶ فالکن به‌کار می‌رود. تاکنون بیش از ۶۹۰۰ عدد از انواع موتور اف۱۰۰ ساخته شده‌است و این موتور در مجموع بیش از ۱۶ میلیون ساعت پرواز را تجربه کرده‌است.
در سال ۱۹۶۷ نیروی دریایی و هوایی آمریکا به‌طور مشترک درخواست یک موتور توانمند برای هواپیمای اف-۱۴ تامکت نیروی دریایی و پروژهٔ اف-ایکس نیروی هوایی را به وزارت دفاع ارائه دادند. پروژهٔ اف-ایکس یک برنامهٔ موازی برای ساخت جنگندهٔ ویژهٔ نیروی هوایی بود که درنهایت در سال ۱۹۷۰ به ساخت اف-۱۵ ایگل منتهی شد. به منظور تأمین موتور این دو هواپیما، مناقصه‌ای بین شرکت پرت اند ویتنی و جنرال الکتریک برگزار شد و هر دو شرکت موتورهای خود را بعنوان نمونه به صنایع دفاع آمریکا ارائه دادند. نیروی هوایی آمریکا برای تولید یک موتور قابل اعتماد، مدت زمان ۱۸ ماه محدودیت زمانی تعیین کرد. درنهایت نیروی هوایی موتور پرت اند ویتنی اف۱۰۰ را برگزید و ثمرهٔ این انتخاب یک قرارداد بزرگ بین شرکت پرت اند ویتنی و نیروی هوایی آمریکا در سال ۱۹۷۰ شد. نیروی هوایی موتور F-100-PW-۱۰۰ و نیروی دریایی نیز موتوری با نام F401-PW-۴۰۰ سفارش دادند؛ ولی پس از چندی، نیروی دریایی سفارش خود را پس گرفت و موتور پرت اند ویتنی تی‌اف۳۰ را که قبلا در بمب افکن اف-۱۱۱ استفاده شده بود برای اف-۱۴ تامکت خود برگزید.

## گونه‌ها

### PW-100
مدل اف-۱۰۰-پی‌دابلیو-۱۰۰ برای نخستین بار بر روی یک اف-۱۵ ایگل نصب شد و در سال ۱۹۷۲ پرواز کرد. بیشینهٔ رانش این موتور، ۱۰۶/۴ کیلونیوتون با پس‌سوز بود. به دلیل ساختار پیچیده‌اش در نخستین روزهای خدمت مشکلات بسیار زیادی از این موتور مشاهده شد. این مشکلات شامل خرابی‌های پیاپی، واماندگی، و سخت روشن شدن پس‌سوز بوده‌است. سخت روشن شدن پس‌سوز به این دلیل بود که با روشن ماندن موتور در حالت عادی، سامانهٔ پس‌سوز توان غلبه بر فشار موتور را نداشته‌است. همچنین در نخستین جت‌های توربوفن بزرگ شامل همین مدل، موجهای فشار بالا باعث می‌شدند که موتور با واماندگی کمپرسور روبرو شود. گرچه در نهایت این مشکل در مدل PW-۲۲۰ برطرف شد و این بروزرسانی کماکان در نیروی هوایی آمریکا درحال خدمت کردن است. مدل PW-۱۰۰ یکی از گزینه‌ها برای اف-۱۵ ایگل بود و امروزه تنها در اف-۱۵ ایگل که در گذشته ساخته شده بودند به‌کار می‌رود. این موتور دیگر تولید نیز نمی‌شود. امروزه حتی در اف-۱۵های جدید نیز گزینهٔ دیگری با نام PW-۲۲۰ و PW-۲۲۹ نصب می‌شود.
- قدرت موتور PW-۱۰۰ به‌صورت خشک برابر با ۶۴٫۹ کیلونیوتن و با پس‌سوز برابر با ۱۰۶٫۴ کیلونیوتن است.

### PW-200
از سوی دیگر، اف-۱۶ فالکن برای نخستین بار با موتور F-100-PW-۲۰۰ به نیروی هوایی آمریکا پیوست. این موتور تغییرات بسیار جزئی بر روی موتور ۱۰۰ بوده‌است. قصد شرکت این بوده تا با یکسری روشها بتواند هزینهٔ تولید را کاهش دهد. نیروی هوایی آمریکا در مناقصه‌ای که ترتیب داد، این موتور را بعنوان موتور آیندهٔ خود برگزید. اف-۱۶سی و اف-۱۶دی در مدلهای بلوک ۳۰ و ۳۲ نخستین مدلهایی بودند که نشیمنگاه موتور در آنها پیشاپیش برای نصب موتور PW-۲۰۰ یا جنرال الکتریک اف۱۱۰ طراحی شده بودند. مدل ۲۰۰ نیز همچنان با مشکل واماندگی روبرو بود و اندکی در نیروی هوایی آمریکا خدمت کرد. این مدل امروزه دیگر تولید نمی‌شود و بجای آن، بروزرسانی ۲۲۰ به‌طور گسترده به‌کار می‌رود.

### PW-220/220E
به دلیل اعتمادپذیری پایین، هزینه‌های تعمیر بسیار بالا و طول عمر کم در موتورهای سری PW-۱۰۰ و PW-۲۰۰، نیروی هوایی آمریکا شرکت پرت اند ویتنی را مجبور کرد تا یک بروزرسانی بر روی موتور خود انجام دهد. نتیجهٔ این بروزرسانی با نام F100-PW-۲۲۰ در سال ۱۹۸۶ معرفی شد که تقریباً مشکل واماندگی و ناپایداری در تلاطم را برطرف کرد. همچنین زمان مورد نیاز برای اُوِرهال را نصف کرد. اعتمادپذیری و هزینه‌های نگهداری از موتور نیز به میزان چشمگیری بهبود پیدا کردند و یک سامانهٔ «کنترل دیجیتالی و الکترونیکی موتور»(DEEC) نیز با موتور ترکیب شد. این به‌روزرسانی باعث شد تعمیر و نگهداری موتور آسانتر و همچنین بقای موتور ۳۰درصد افزایش پیدا کند. مدل ۲۲۰ در سال ۱۹۸۶ معرفی گشت و می‌تواند بر روی هردو مدل از جنگندهٔ اف-۱۵ و همچنین اف-۱۶ نصب شود. یک مدل بدون پس‌سوز با پس‌شمارهٔ ۲۲۰U نیز ساخته شد که در پهپاد تهاجمی ایکس-۴۷ به‌کار رفته‌است. در مدل ۲۲۰E، حرف E سرواژهٔ Equivalent به معنای «برابر» است. به این معنی که فرق چندانی بین دو مدل ۲۲۰ و ۲۲۰E وجود ندارد و مدل E اندکی بهبود داشته‌است. قدرت‌ها نیز تقریباً برابر هستند و تنها تغییراتی در کیفیت و عملکرد موتورها داده شده‌است. این موتور در اف-۱۵ ایگل و استرایک ایگل به‌طور گسترده استفاده می‌شود. این موتور و قطعاتش همچنان تولید می‌شوند. در سال ۱۹۹۷ شرکت یونایتد تکنولوژی بخاطر ارائهٔ یک کیت بروزرسانی برای موتورهای کهنهٔ PW-100 و PW-200 از سوی وزارت دفاع آمریکا یک قرارداد به ارزش ۴۸۵ میلیون دلار دریافت کرد که تعداد کیت‌ها بعنوان «نامحدود» ذکر شده بود. از آنجایی که دو موتور قبلی توقف تولید هستند، قرار است همهٔ موتورهای قدیمی نیز با این کیت به مدل ۲۲۰E ارتقاء پیدا کنند.
- قدرت موتور PW-۲۲۰ به‌صورت خشک برابر با ۶۴٫۹ کیلونیوتن و با پس‌سوز برابر با ۱۰۵٫۷ کیلونیوتن است.

### PW-229
نخستین پرواز آزمایشی ۲۲۹ در سال ۱۹۸۹رخ داد؛ ولی این موتور در سال ۱۹۹۲ رسماً معرفی شد. این مدل نخستین موتور تقویت شده (IPE) است که در اف-۱۵ئی و اف-۱۶ بلوک۵۲ به‌طور مشترک به‌کار می‌رود. سرواژهٔ IPE به معنای «موتور با افزایش بازده» است. در این برنامه اعتمادپذیری موتور بشدت افزایش یافته و هزینه‌های نگهداری آن نیز بطرز چشمگیری کاهش داشته‌است. رانش این موتور ۷۹ کیلونیوتن به‌صورت خشک و ۱۲۹/۷ کیلونیوتن با پس‌سوز است که تغییرات چشمگیری با سه مدل قبلی داشته‌است و طول عمر آن ۳۰درصد نسبت به مدل پیشین افزایش داشته‌است. سپس یک مدل با کد EEP برپایهٔ موتور ۲۲۹ ساخته شد که این مدل بسیار اعتمادپذیرتر است و به‌همین دلیل امروزه در نسل جدید اف-۱۵ و اف-۱۶ به‌کار می‌رود. با بهره‌گیری از دانش و فناوری بدست آمده از موتورهای اف-۱۱۹ و اف-۱۳۵ که در جنگنده‌های اف-۲۲ و اف-۳۵ به‌کار رفته‌اند، مدل PW-229-EEP دارای متریال نوین، ترفندهای خنکسازی موتور، ارودینامیک کمپرسور، و سامانه‌های کنترل الکترونیکی است. تحویل موتور ۲۲۹EEP از سال ۲۰۰۹ میلادی آغاز شده‌است و همچنان برترین موتور برای اف-۱۶ محسوب می‌شود. سرواژهٔ EEP از عبارت Engine Enhancement Package به معنی «پکیج تقویت موتور» برگرفته شده‌است.
- قدرت موتور PW-۲۲۹ به‌صورت خشک برابر با ۷۹ کیلونیوتن و با پس‌سوز برابر با ۱۲۹٫۷ کیلونیوتن است.

## نگارخانه

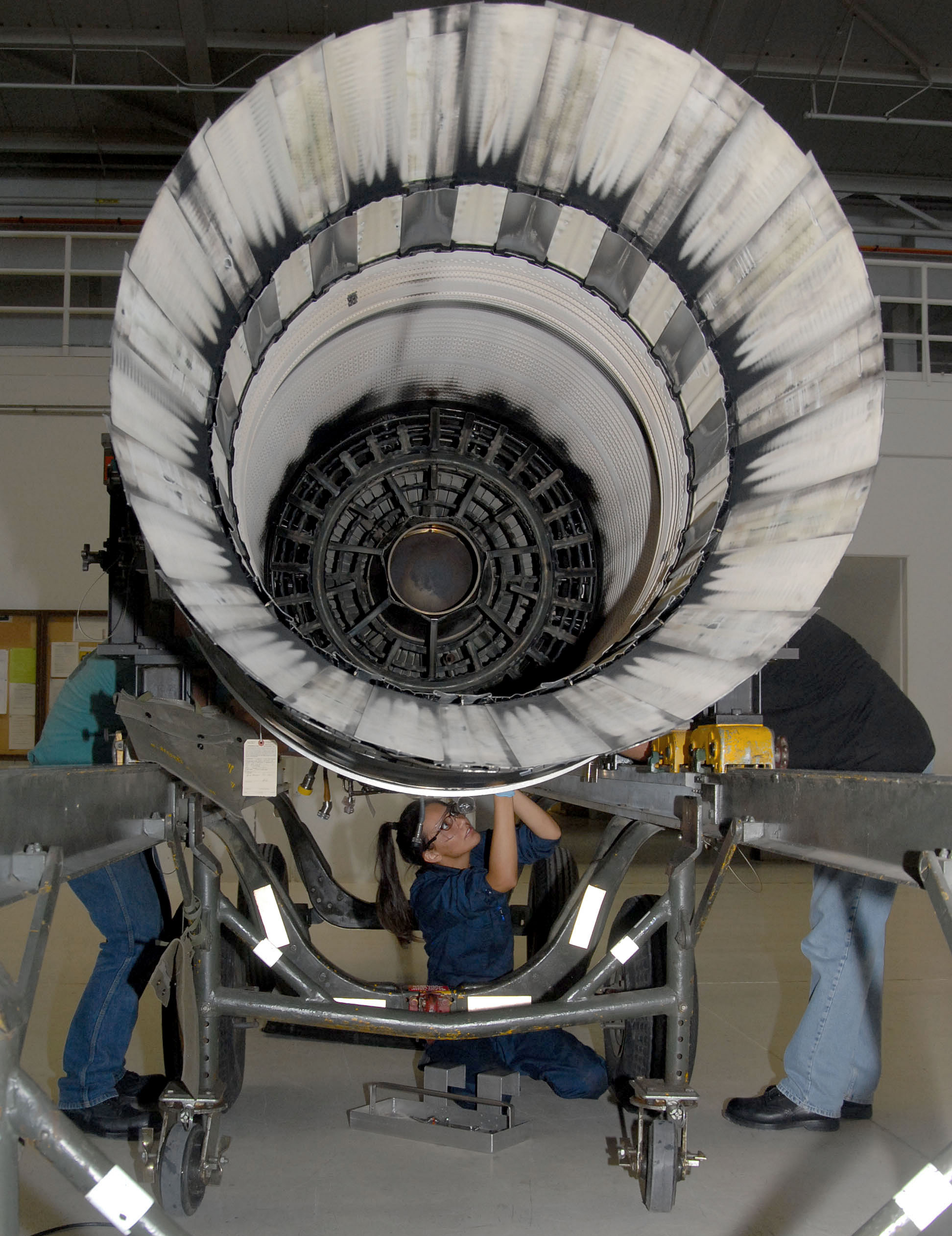
پس‌سوز؛ ساختار رینگی هم‌مرکز در درون نازل (اگزاست) مشخص هستند.
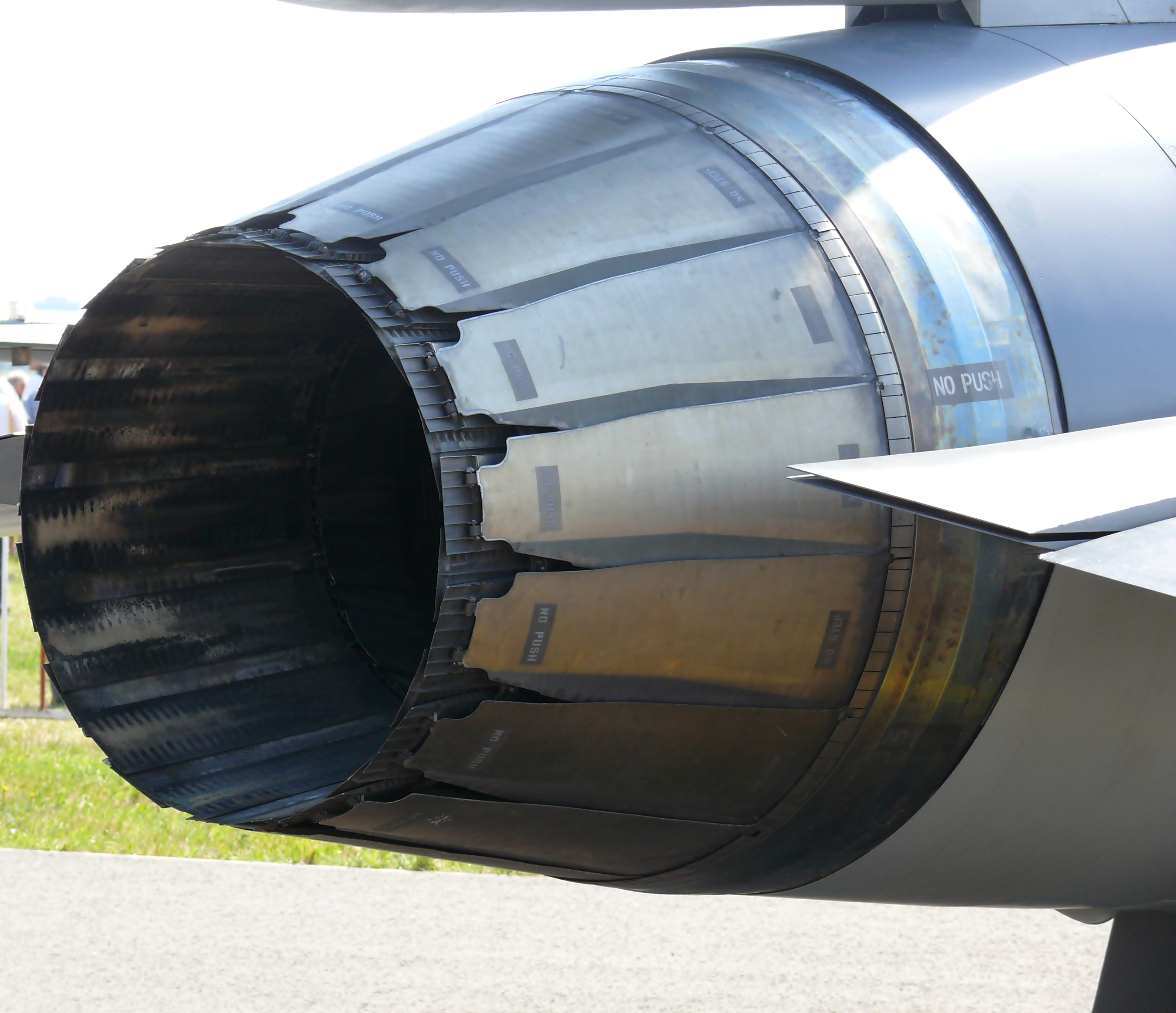
نازل موتور تنظیم‌پذیر در حالت جمع‌شده
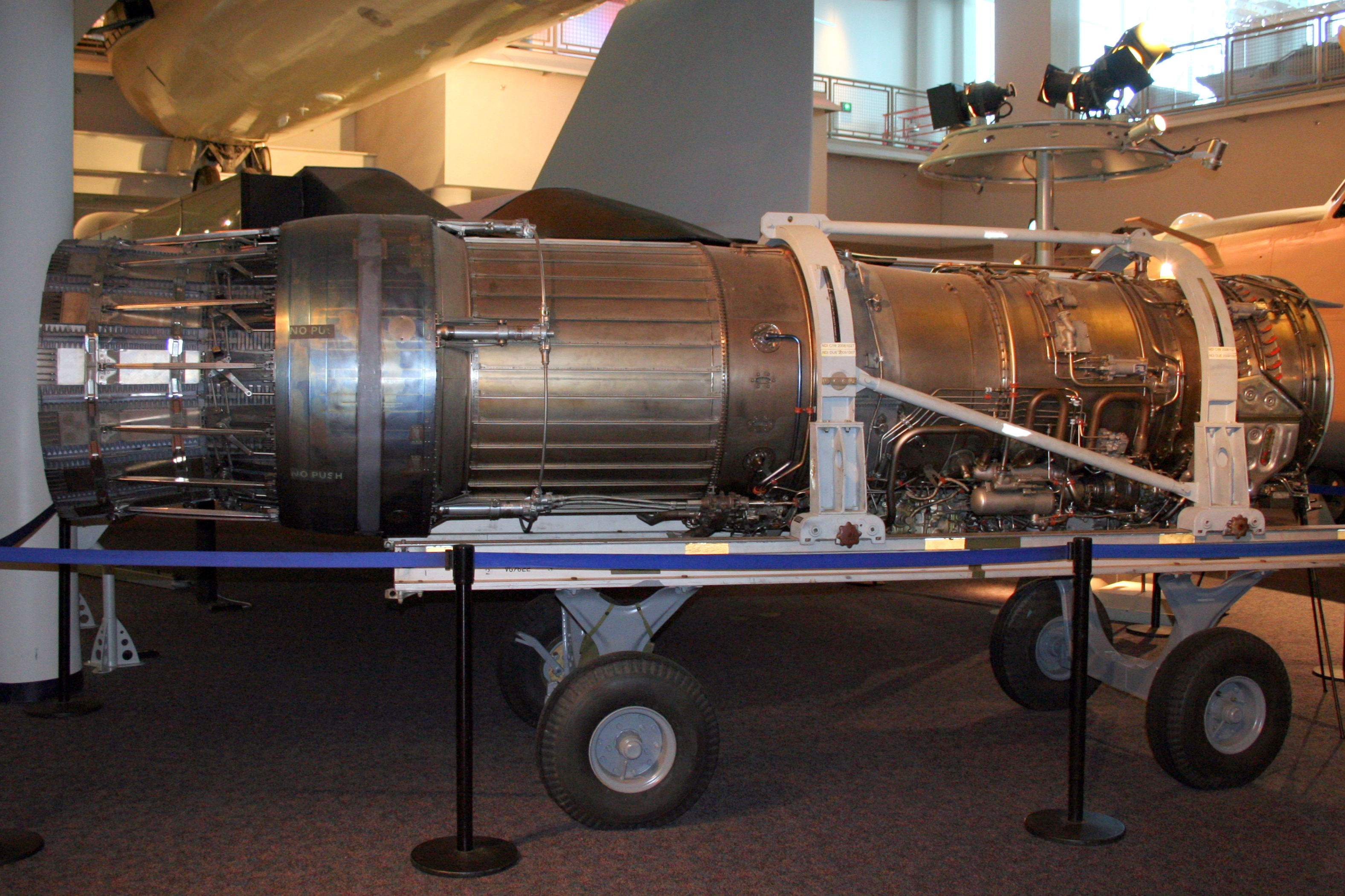
F-100-PW-100
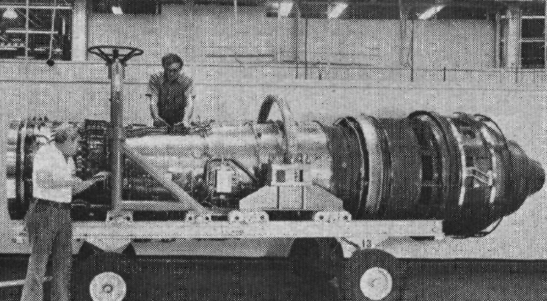
موتور اف-۴۰۱ که برای راکول ایکس‌اف‌وی-۱۲ به کار رفت.